# Peperomia subroseispica
Peperomia subroseispica är en pepparväxtart som beskrevs av C. Dc.. Peperomia subroseispica ingår i släktet peperomior, och familjen pepparväxter. Inga underarter finns listade i Catalogue of Life.